# AN/TPS-77

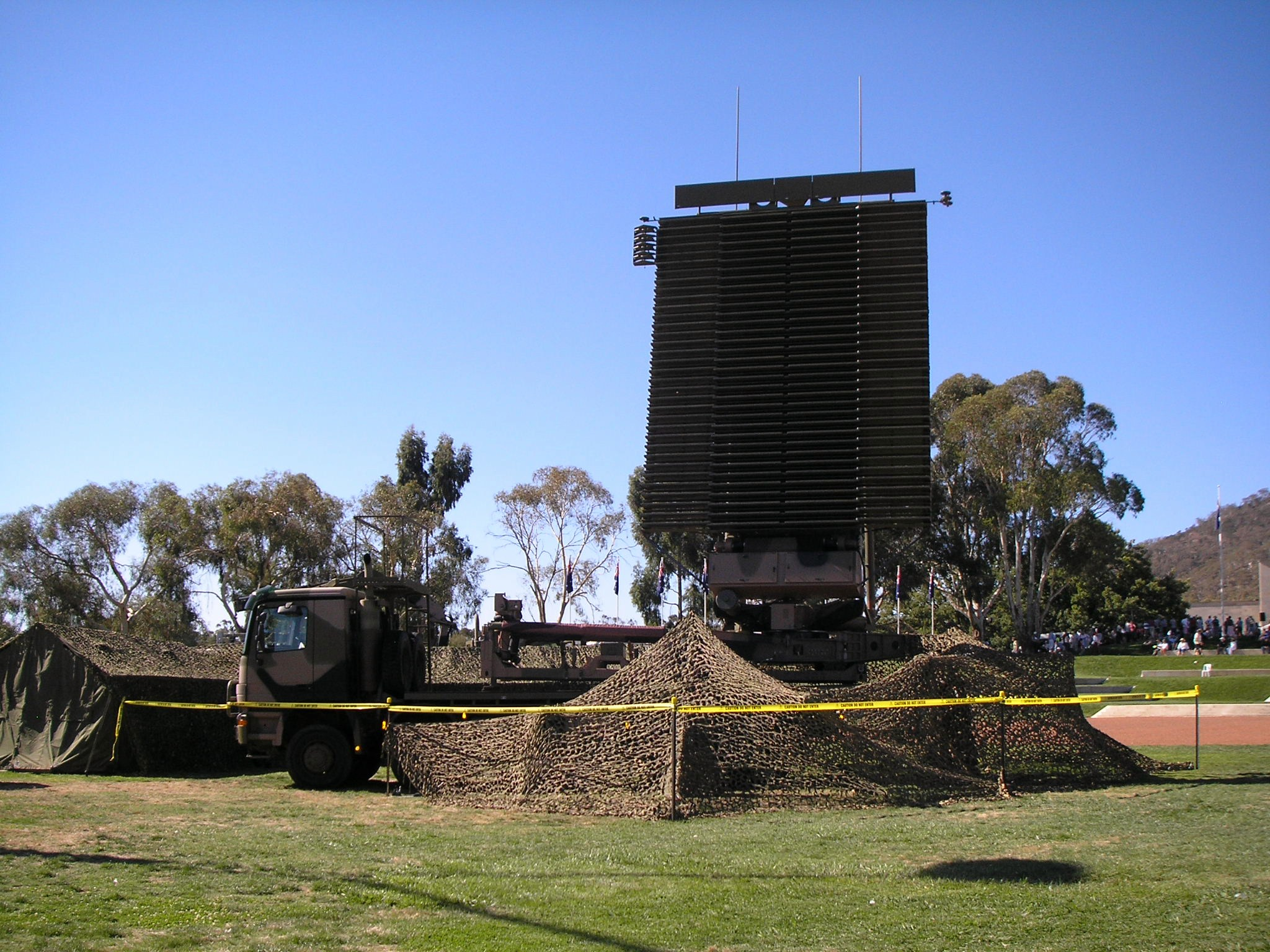
Ein AN/TPS-77 der australischen Luftwaffe (2007)

Das AN/TPS-77 (JETDS-Bezeichnung) ist ein transportables D-Band Radarsystem der Luftverteidigung. Es ist der Nachfolger der transportablen Version des AN/FPS-117, welches AN/TPS-117 genannt wurde. Alle diese Radargeräte gehören zur sogenannten „117“-er Radarfamilie von Lockheed Martin Ltd., zu der auch das AN/TPS-59 gehört.
Wie alle Geräte dieser Familie nutzt auch das AN/TPS-77 die Vorteile einer Phased-Array-Antenne und das Pulskompressionsverfahren. Es werden alternierend zwei verschieden lange Sendeimpulse in unterschiedlich langen Impulsfolgeperioden verwendet, um die Nachteile von langen Sendezeiten bei Radargeräten zu verringern.
Das AN/TPS-77 kann unbemannt und fernbedient betrieben werden und ist für einen Dauerbetrieb ausgelegt. Ein integriertes Programm zur Störungssuche (BITE), welches lernfähig gestaltet wurde und sich automatisch auf die Veränderung der äußeren Umgebungsbedingungen einstellt, sichert eine hohe Verfügbarkeit und minimale Ausfallzeiten des Radarsystems.
| Technische Daten AN/TPS-77 | Technische Daten AN/TPS-77 |
| -------------------------- | -------------------------- |
| Frequenzbereich            | D -Band                    |
| Pulswiederholzeit          | 0,9 – 4 ms                 |
| Pulswiederholfrequenz      | 400 und 800 Hz             |
| Sendezeit (PW)             | 100 / 800 µs               |
| Empfangszeit               | 0,6 / 3 ms                 |
| Totzeit                    |                            |
| Pulsleistung               | >25 kW                     |
| Durchschnittsleistung      |                            |
| angezeigte Entfernung      | bis 463 km                 |
| Entfernungsauflösung       | 120 m                      |
| Öffnungswinkel             | β:3,4°, ε:2,7°             |
| Trefferzahl                | 1 bis 3                    |
| Antennenumlaufzeit         | 10 s                       |